# Leucatomis
Leucatomis là một chi bướm đêm thuộc họ Erebidae.